# Fosse ovale
La fosse ovale est une structure de l'atrium droit du cœur située au niveau du septum interatrial.

## Structure
La fosse ovale est une dépression ovale sur la face droite du septum interatrial. Elle est profonde de quelques millimètres et a un diamètre vertical d'environ 2 cm et un horizontal de 1,5 cm. 
Elle est limitée en haut et en avant par un bord saillant formant un arc concave en arrière : le limbe de la fosse ovale (ou anneau de Vieussens).
Sur la paroi gauche du septum interatrial, elle est recouverte une mince membrane dérivée du septum primum : la valvule du foramen ovale (ou valvule de la fosse ovale ou membrane de la fosse ovale).

## Embryologie
Pendant la vie fœtale les deux atriums communiquent par le foramen ovale. Une valve formée par le septum primum empêche le reflux du sang.
A la naissance, la pression dans l'atrium gauche devient plus élevée que dans le droit : le septum primum se trouve ainsi accolé au septum secundum formant la fosse ovale.
Cette fermeture se consolide dans les premiers mois de la naissance. À l’âge de deux ans, environ 75 % des personnes ont une fosse ovale complètement scellée.

## Aspect clinique

### Foramen ovale perméable
Pour 25 à 30 % des adultes,, la fusion du septum primum est incomplète laissant un petit passage nommé foramen ovale perméable. Il est en général asymptomatique mais peut être associé à des accidents vasculaires cérébraux par migration d'un caillot dans l'atrium droit qui passe dans l'atrium gauche.

### Anévrisme
Parfois associée avec un foramen ovale perméable, on peut retrouver une malformation rare : une forme d'anévrisme du septum interatrial, l'anévrisme de la fosse ovale.